# Juan Antonio Toledo
Juan Antonio Toledo (Valencia, 1940 - 3 de octubre de 1995) fue un pintor y grabado español.

## Carrera
Fue cofundador en 1964 del grupo de artistas local de Estampa Popular en Valencia, y, junto a Rafael Solbes y Manolo Valdés, del Equipo Crónica. Dos años más tarde abandonó el grupo al cuestionarse a sí mismo el papel del trabajo colectivo en la obra de todo artista frente a la iniciativa y realización individual. Tras diez años, regresó a una intensa actividad. No obstante el paréntesis, el espíritu de sus inicios donde se manipulaban las imágenes para realizar la crónica de la cultura de masas se mantuvo presente. Cambió, eso sí, el referente del Pop Art por una pintura más personal y reposada, abandonando las referencias directas para plasmar a personajes anónimos.
Parte de su obra se encuentra en el Instituto Valenciano de Arte Moderno y en el Museo Reina Sofía.